# Villefargeau
Villefargeau là một xã của Pháp. Xã này có cự ly 7 km về phía tây của Auxerre, trong tỉnh Yonne thuộc vùng Bourgogne của Pháp.
Villefargeau là một phần của vùng đô thị Auxerre, là một xã của Cộng đồng các xã Auxerrois.

## Hành chính
| Danh sách các thị trưởng               |              |               |      |         |
| Giai đoạn                              | Giai đoạn    | Tên           | Đảng | Tư cách |
|                                        | tháng 3 2001 | Michel Broche |      |         |
| Tất cả các dữ liệu trước đây không rõ. |              |               |      |         |

## Thông tin nhân khẩu
| 1962                                                 | 1968 | 1975 | 1982 | 1990 | 1999 |
| ---------------------------------------------------- | ---- | ---- | ---- | ---- | ---- |
| 341                                                  | 344  | 534  | 772  | 825  | 908  |
| Số liệu lấy từ năm 1962: Dân số không tính hai trùng |      |      |      |      |      |